# Château de Masino
 (mars 2015).
Le château de Masino (en italien : Castello di Masino), situé près de Caravino, est l'un des plus connus du Piémont. Il a été démoli au milieu du XVIe siècle et reconstruit au cours du siècle suivant.

## Histoire
Le château de Masino appartient dès les origines à la famille Valperga : les comtes participèrent à la vie politique de la cour des Savoie, comme hauts fonctionnaires et conseillers des ducs Ludovic et Emmanuel-Philibert et des rois Victor-Amédée II et Victor Amédée III.
En 1987, à la mort de la marquise Vittoria Leumann, épouse de Cesare Valperga di Masino, le château fut déclaré d'intérêt historique par le Ministère des Biens Culturels en 1988, puis acheté par le FAI (Fondo Ambiente Italiano).

## Description

### La salle des armoiries
Cette salle présente une série d'écussons : à gauche il y a la plante de chanvre sur un fond de bandes or et rouges de la famille Valperga ; à droite on peut voir les symboles héraldiques des familles aristocratiques du Piémont et de la Savoie avec lesquelles les Valperga s'apparentèrent. La décoration représente le prestige de la famille qui veut exhiber ici sa généalogie importante, les rapports avec les plus grandes familles subalpines et les liens avec la maison de Savoie.

### Le salon des Savoie
Trois années de restauration achevés en avril 2022 ont mis au jour, dans ce qui était une galerie de tableaux du XIXe siècle, un salon de représentation décoré d’un cycle de fresques de la fin du XVIIe siècle, parfaitement conservé et jusque-là caché sous plusieurs couches de peinture blanche. Les fresques représentent une architecture en trompe l’œil encadrant des vues de 22 villes du Piémont et de Savoie, une frise composée de 147 armoiries et, au-dessus de la cheminée, un arbre généalogique de trois mètres de haut.

### La salle de billard
La salle de Billard (XVIIe siècle) a été transformée ensuite dans la Salle de Jeux (avec le jeu de dames, le loto, le jeu du château et le billard). Les fresques murales illustrent les figures allégoriques des Vertus.

### Le parc
Le parc présentait un plan à l'italienne à l'origine. Au milieu du XIXe siècle les comtes de Masino entreprirent une transformation du parc selon le modèle anglais et un petit temple néo-gothique fut construit au cours des années 1920.

### Le palais des carrosses
Le Palais des Carrosses est un corps de bâtiment du XVIIIe siècle, c'est un édifice destiné à l'origine à la garde des chevaux et des voitures pour les voyages. Aujourd'hui il abrite une collection de carrosses, qui s'y distinguent par les typologies : les vis-à-vis, les landaus bateaux, les coupés etc.

## Galerie d'images

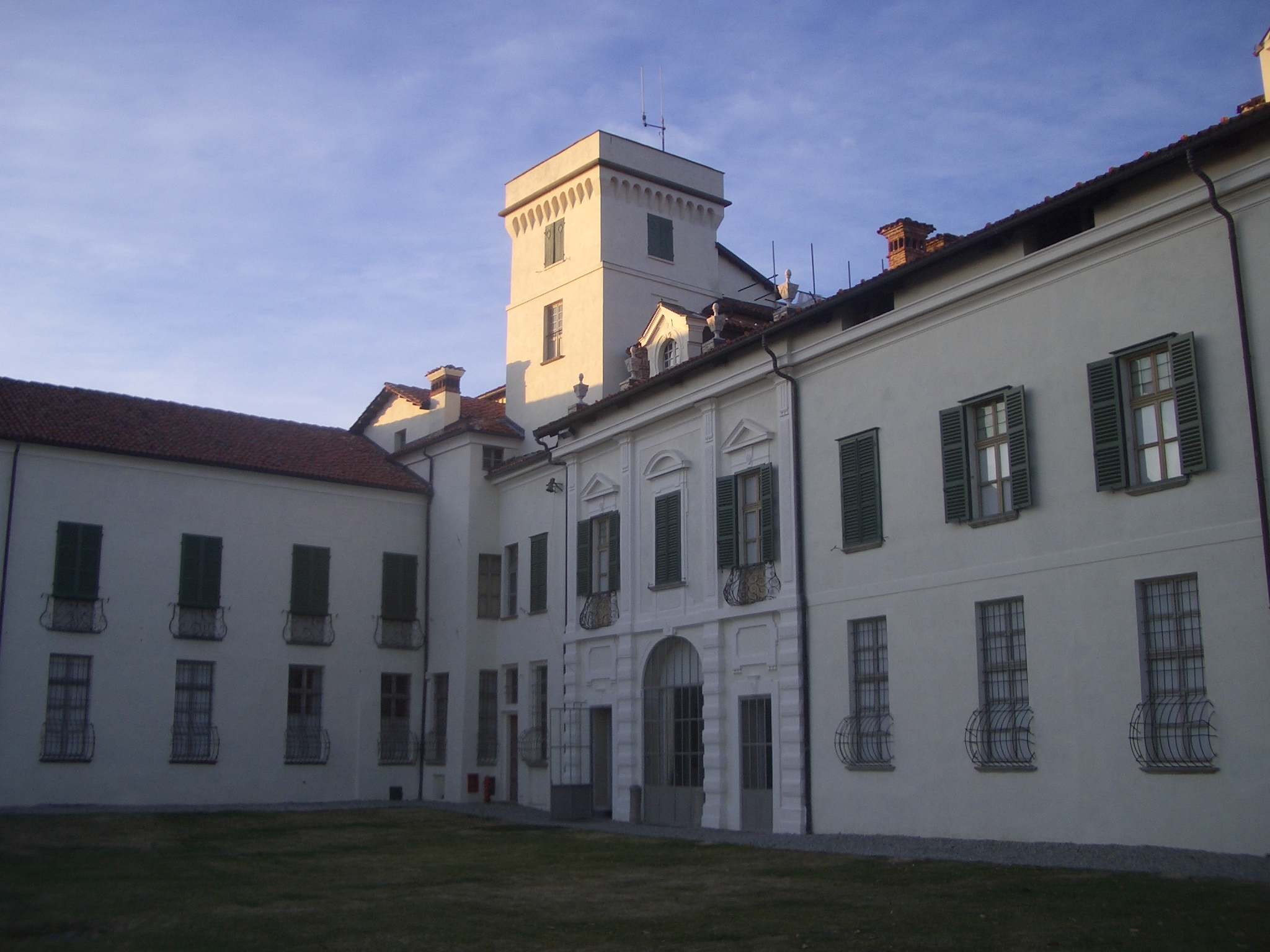
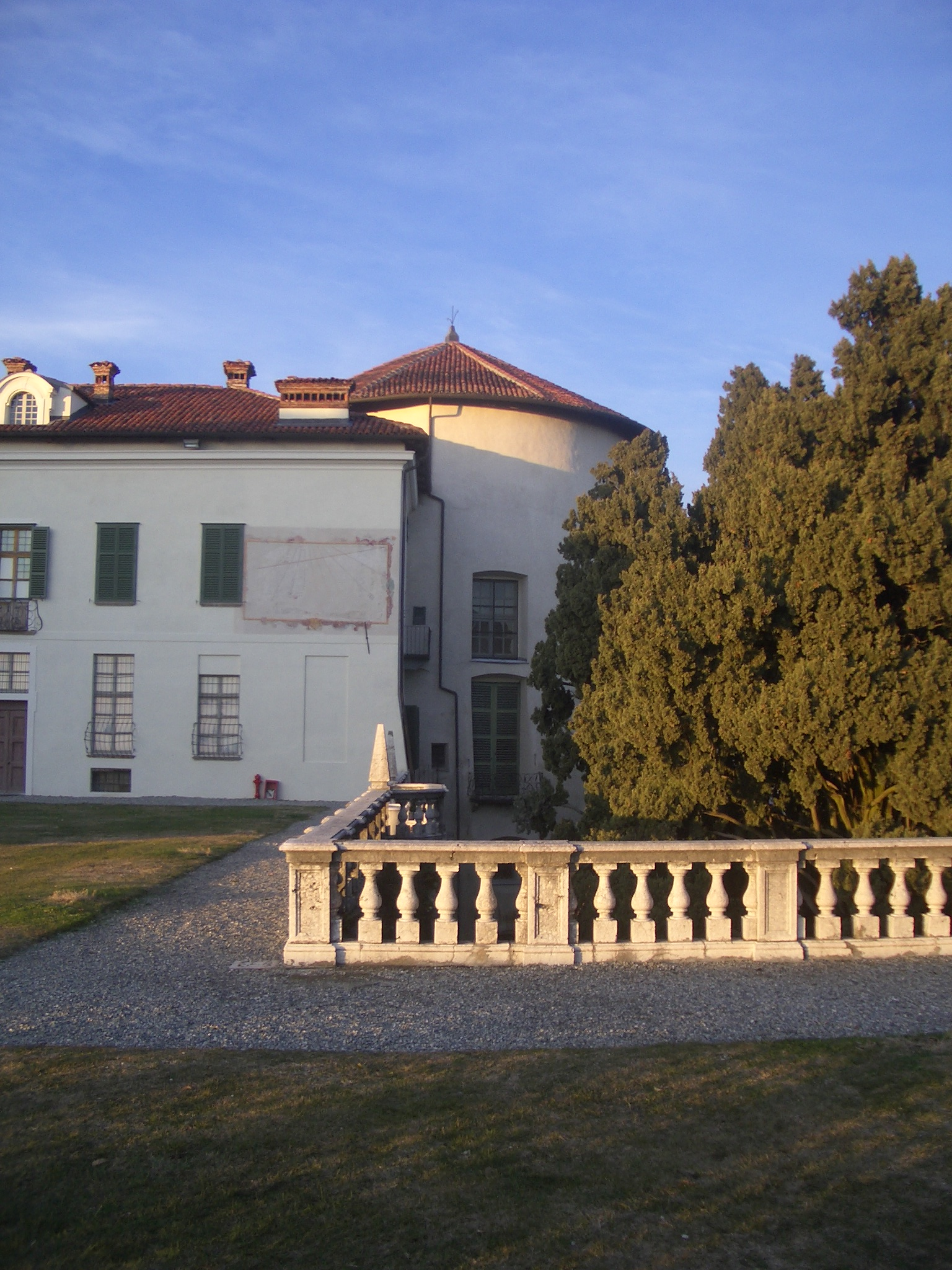
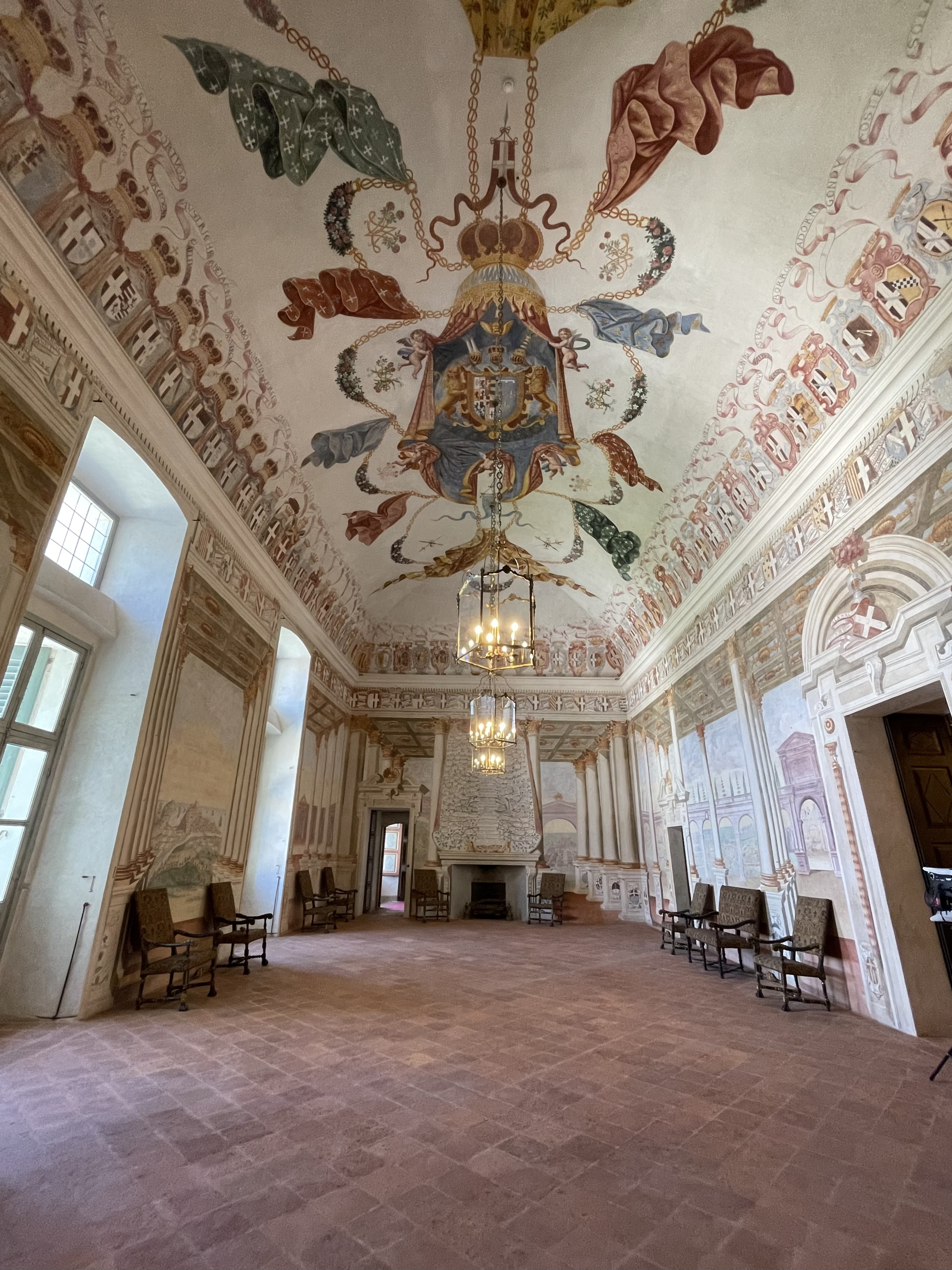
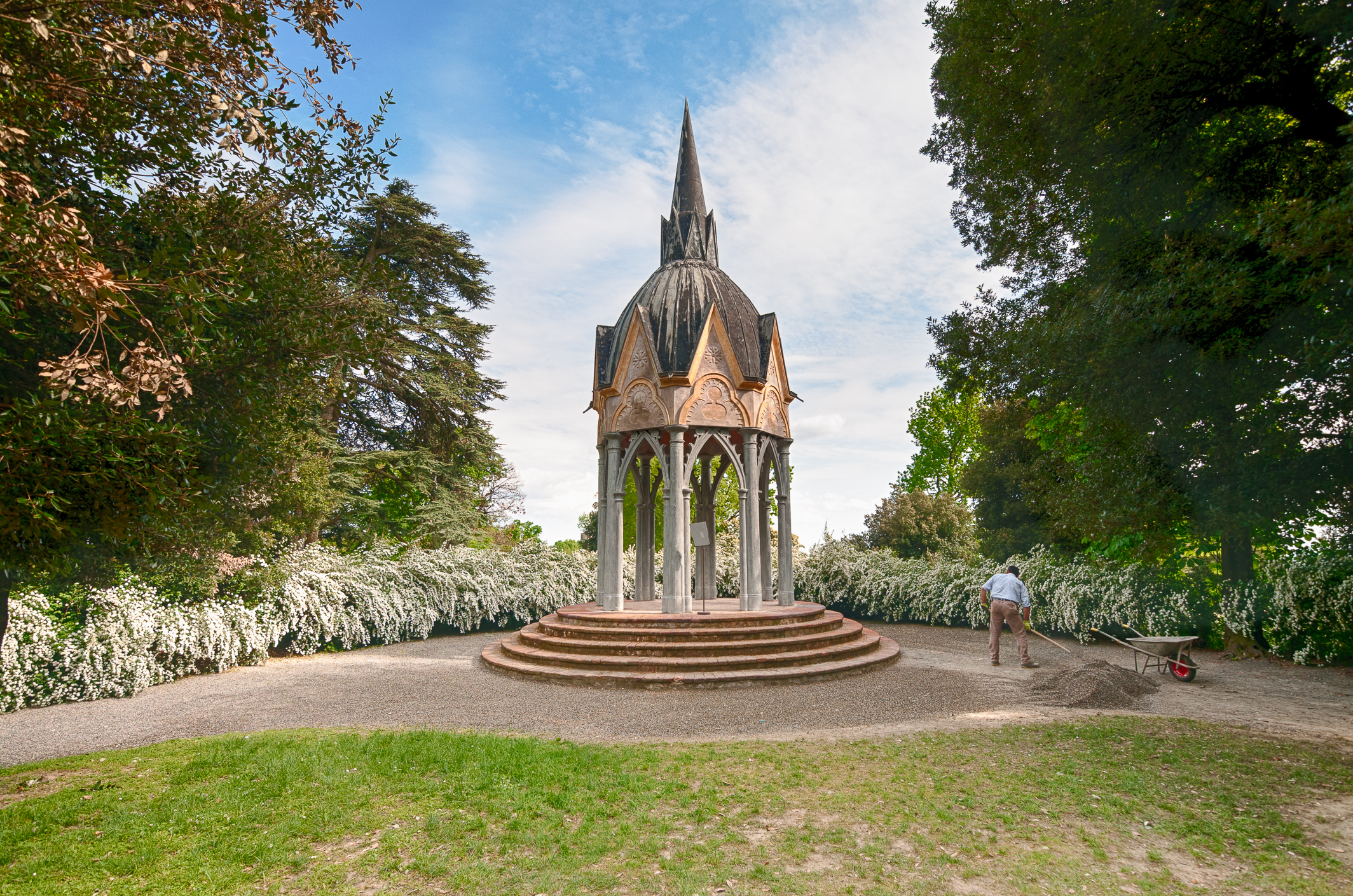